# 紫林鸽
紫林鸽（学名：Columba punicea）为鸠鸽科鸽属的鸟类。分布于巴基斯坦、印度、孟加拉、缅甸、老挝、泰国、越南、南抵马来半岛的北部以及中国大陆的西藏、海南等地，多栖息于次生林区边缘以及或隐匿树叶稠密处。该物种的模式产地在缅甸。